# NGC 3076
إن جي سي 3076 التي يرمز لها بالرمز NGC 3076، هي مجرة، في كوكبة الشجاع.

## الاكتشاف
اكتشفت في 12 فبراير 1836، بواسطة جون هيرشل.